# Godyr (département)
Pour les articles homonymes, voir Godyr.

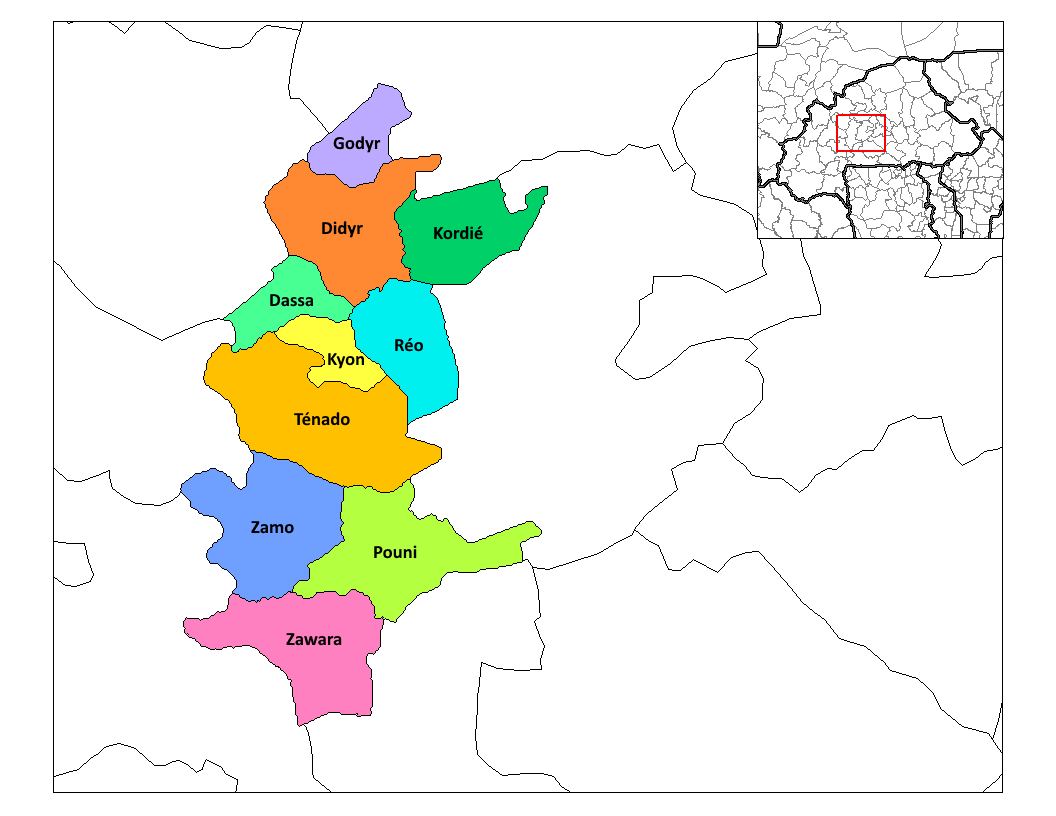
Localisation de la province de Sanguié

Godyr est un département du Burkina Faso située dans la province de Sanguié et dans la région Centre-Ouest.
En 2006 le dernier recensement comptabilise 19 379 habitants

## Villages
Le département se compose de 15 villages :
- Bissou
- Boho
- Delba
- Démapouin
- Godyr (chef-lieu)
- Gourou
- Kandarzana
- Kocoré
- Konéga
- Kontigué
- Napouan
- Sémaga
- Sienne
- Tienlour
- Zolo